# Équateur aux Jeux olympiques d'hiver de 2022
L'Équateur participe aux Jeux olympiques d'hiver de 2022 à Pékin en Chine du 4 au 20 février 2022. Il s'agit de sa deuxième participation à des Jeux d'hiver, un retour après son absence aux Jeux olympiques de PyongChang.

## Résultat en ski alpin
Sarah Escobar, skieuse de 20 ans née et vivant aux États-Unis où ses parents ont émigré, parvient à décrocher un quota sur le slalom et le slalom géant même si elle est classée au delà de la 2700e place ; Escobar a déjà représenté son pays lors des JOJ d'hiver de 2020 à Lausanne.
| Athlète       | Épreuve      | 1re manche    | 1re manche | 2e manche | 2e manche | Total   | Total   |
| Athlète       | Épreuve      | Temps         | Rang       | Temps     | Rang      | Temps   | Rang    |
| ------------- | ------------ | ------------- | ---------- | --------- | --------- | ------- | ------- |
| Sarah Escobar | Slalom géant | 1 min 21 s 26 | 61e        | Abandon   | Abandon   | Abandon | Abandon |